# نادي سوبر غيلز
نادي سوبر غيلز لكرة القدم هو نادي كرة قدم نسائي مقره في صور. تأسس في عام 2018، ينافس في الدوري اللبناني لكرة القدم للسيدات.

## تاريخ
تأسست سوبر غيلز على يد سحر دبوق في 29 أبريل 2019 كأول أكاديمية لكرة القدم النسائية في جنوب لبنان، وعلى الرغم من أزمة السيولة اللبنانية التي بدأت في ذلك العام، تلقى النادي دعماً من المجتمع المحلي والأمم المتحدة، التي تبرعت بحافلة ومختلف معدات كرة القدم والمعدات الطبية.
ظهرت الفريق لأول مرة في الدوري اللبناني للسيدات 2019–20، واحتل المركز السادس في المجموعة الأولى، وفي 22 أبريل 2023، انسحب الفريق من موسم 2022–23 بعد الجولة الأولى من المباراة.